# کارلوس کاساس
کارلوس کاساس (اسپانیایی: Carlos Casas‎؛ زادهٔ ۱۹۷۴) کارگردان فیلم اهل اسپانیا است.
کارلوس کاساس در رشته هنرهای زیبا، سینما و طراحی تحصیل کرد. در سال ۱۹۹۸، به عنوان هنرمند مقیم در فابریکا، مرکز پژوهش و ارتباطات شرکت بنتون، انتخاب شد. در سال ۲۰۰۰، فیلم کوتاه او به نام پس‌نگاشت‌ها که توسط مارکو مولر و فابریکا سینما تهیه شده بود، برای جشنواره فیلم ونیز، جشنواره بین‌المللی فیلم روتردام و رینکانتر دو سینما در پاریس ۲۰۰۱ انتخاب شد. در سال ۲۰۰۱، او مجموعه‌ای از مستندها را برای مجله کالرز آغاز کرد و همچنین سری فیلدورکز را که آزمایشی مداوم با ویدئوهای محیطی و فرکانس‌های رادیویی بود، ادامه داد؛ نوعی یادداشت ویدئویی از مناظر. در سال ۲۰۰۳، مستندی ۵۲ دقیقه‌ای به نام «روچینا» ساخت.